# كلدكت (كامبريدجشير)
كلدكت (بالإنجليزية: Caldecote, Cambridgeshire)‏ هي قرية وأبرشية مدنية تقع في المملكة المتحدة في كامبريدجشير. يقدر عدد سكانها بـ 1,737 نسمة .